# Heineken Trophy 1999
Die Heineken Trophy 1999 waren ein Tennisturnier der WTA Tour 1999 für Damen und ein Tennisturnier der ATP Tour 1999 für Herren in Rosmalen in der Gemeinde ’s-Hertogenbosch und fanden zeitgleich vom 14. bis 19. Juni 1999 statt.

## Herrenturnier
→ Hauptartikel: Heineken Trophy 1999/Herren
→ Qualifikation: Heineken Trophy 1999/Herren/Qualifikation

## Damenturnier
→ Hauptartikel: Heineken Trophy 1999/Damen
→ Qualifikation: Heineken Trophy 1999/Damen/Qualifikation